# Lijst van partijvoorzitters van GroenLinks
Hieronder staat een lijst van partijvoorzitters van de Nederlandse politieke partij GroenLinks. De vereniging GroenLinks heeft sinds de oprichting veertien verschillende voorzitters gehad.
| Periode      | Foto | Partijvoorzitter    | Bloedgroep | Opmerkingen |
| ------------ | ---- | ------------------- | ---------- | --- |
| 1989 - 1990  |      | Leo Platvoet        | PSP        | Voorzitter van de Vereniging GroenLinks |
| 1990 - 1994  |      | Marijke Vos         |            | Vos trad af als voorzitter om lid te worden van de Tweede Kamer                                                                                               |
| 1994 - 1995  |      | Marjan Lucas        | CPN        | |
| 1995 - 1998  |      | Ab Harrewijn        | CPN        | Harrewijn trad af als voorzitter om lid te worden van de Tweede Kamer                                                                                         |
| 1998 - 1999  |      | Ina Brouwer         | CPN        | Brouwer was tijdelijk voorzitter na het aftreden van Harrewijn                                                                                                |
| 1999 - 2003  |      | Mirjam de Rijk      |            | De Rijk trad af om lid te worden van de Eerste Kamer |
| 2003 - 2006  |      | Herman Meijer       | CPN        | Meijer trad af vanwege een affaire rond het Tweede Kamerlid Sam Pormes                                                                                        |
| 2006 - 2012  |      | Henk Nijhof         | PSP        | Nijhof was tussen 2006-2007 voorzitter ad interim |
| 2012         |      | Heleen Weening      |            | Weening trad af als voorzitter nadat Jolande Sap afgetreden was als fractievoorzitter                                                                         |
| 2012 - 2013  |      | Eduard van Zuijlen  |            | Van Zuijlen was voorzitter ad interim |
| 2013 - 2015  |      | Rik Grashoff        |            | volgde in mei 2015 Bram van Ojik als Tweede Kamerlid op |
| 2015 - 2018  |      | Marjolein Meijer    |            | volgde ad interim Grashoff op in mei 2015. In april 2016 verkozen tot voorzitter, trad af in juni 2018 vanwege lang verzwegen liefdesrelatie met Rik Grashoff |
| 2018 - 2019  |      | Jeroen Postma       |            | waarnemend |
| 2019 - heden |      | Katinka Eikelenboom |            | |

CDA · ChristenUnie · D66 · GroenLinks · PPR · PSP · PvdA · PvdD · SGP · VVD